# 鈴木博文 (アニメーター)
鈴木 博文（すずき ひろふみ）は、日本の男性アニメーターである。

## 人物
中嶋敦子に師事し、同期の松竹徳幸と共に腕を磨いた。2人は動画マン時代から個性的な動画（原画のような動画）を多数描いていたという。2人は今でも仲が良く、同じ作品でタッグを組むことがある。
『NARUTO -ナルト-』・『疾風伝』においては都留稔幸としばしばタッグを組んでいた。また、アニメーターでありながら撮影処理の技術も持っており、『メダロット』や『NARUTO』の一部のエンディング、『NARUTO 疾風伝』の一部のオープニング、『コゼットの肖像』では撮影も手がけている。

## 主な参加作品

### テレビアニメ
- らんま1/2 熱闘編（1989年-1992年） 原画・動画
- るろうに剣心 -明治剣客浪漫譚-（1996年-1998年） 原画
- VIRUS ‐VIRUS BUSTER SERGE‐（1997年） ゲストキャラクター
- serial experiments lain（1998年） OP原画
- 南海奇皇（1998年-1999年） 作画監督
- メダロット（1999年-2000年） メカデザイン・作画監督 (第51話)・OP作画監督・ED原画
- メダロット魂（2000年-2001年） メカデザイン
- NARUTO -ナルト-（2002年-2007年） キャラクターデザイン・作画監督[1]・原画・OP/ED作画監督
- 満月をさがして（2003年） エンディングアニメーション (第42話)
- 魔法少女リリカルなのは（2004年） エンディングアニメーション
- 恋風（2004年） OP原画
- 月詠 -MOON PHASE-（2005年） 原画
- ノエイン もうひとりの君へ（2005年） 原画
- シュヴァリエ 〜Le Chevalier D'Eon〜（2006年） OP原画
- NARUTO -ナルト- 疾風伝（2007年-2017年） キャラクターデザイン・作画監督[2]・原画・OP絵コンテ・演出・作画監督・原画・撮影/ED作画監督
- 電脳コイル（2007年） 原画
- ソウルイーター（2008年） 原画
- 黒神 The Animation（2009年） OP1原画
- とある魔術の禁書目録（2009年） 原画
- 生徒会の一存（2009年） アイキャッチ
- 夜桜四重奏 ～ホシノウミ～（2010年）原画
- それでも町は廻っている（2010年） 原画
- 魔法少女まどか☆マギカ（2011年） エンディングアニメーション
- うさぎドロップ （2011年） 原画
- 勇者になれなかった俺はしぶしぶ就職を決意しました。（2013年）原画
- 世界征服〜謀略のズヴィズダー〜（2014年） エンディングアニメーション
- BORUTO-ボルト- -NARUTO NEXT GENERATIONS- （2017年-） キャラクターデザイン
- BANANA FISH（2018年）原画
- どろろ（2019年）原画
- ドロヘドロ（2020年）原画
- マギアレコード 魔法少女まどか☆マギカ外伝（2020年）原画
- 体操ザムライ（2020年）原画
- Re:ゼロから始める異世界生活（2021年）原画
- ジャヒー様はくじけない!（2021年）原画
- ブルーピリオド（2021年）原画
- 真の仲間じゃないと勇者のパーティーを追い出されたので、辺境でスローライフすることにしました（2021年）原画

### OVA
- 逮捕しちゃうぞ（1994年-1995年） 原画・エンディングアニメーション
- KEY THE METAL IDOL（1996年-1997年） 原画
- でたとこプリンセス（1997年） OP原画
- コゼットの肖像（2004年） キャラクターデザイン
- 苺ましまろ Original Video Animation（2007年） 原画・OP作画監督
- 苺ましまろ encore（2009年） ED原画
- クビキリサイクル 青色サヴァンと戯言遣い（2016年） 総作画監督

### 劇場アニメ
- 劇場版 フランダースの犬（1997年）原画
- スプリガン（1998年）原画
- 劇場版 NARUTO -ナルト- 大興奮!みかづき島のアニマル騒動だってばよ（2006年） キャラクターデザイン
- ストレンヂア 無皇刃譚（2007年） 原画
- スカイ・クロラ The Sky Crawlers（2008年） 原画
- テイルズ オブ ヴェスペリア 〜The First Strike〜（2009年） 原画
- 宇宙ショーへようこそ（2010年） 原画
- ROAD TO NINJA -NARUTO THE MOVIE-（2012年） キャラクターデザイン
- THE LAST -NARUTO THE MOVIE-（2014年） キャラクターデザイン・総作画監督・作画監督・原画
- 劇場版 魔法少女まどか☆マギカ[前編] 始まりの物語（2012年） エンディングアニメーション
- 劇場版 魔法少女まどか☆マギカ[新編] 叛逆の物語（2013年） エンディングアニメーション
- 傷物語〈II 熱血篇〉（2016年） 原画

### ゲーム
- 宝魔ハンターライム（1993年） 原画
- テイルズ オブ デスティニー2（2002年） アニメーション原画
- スターオーシャン1 First Departure（2007年） アニメーション原画
- テイルズ オブ ヴェスペリア（2008年） OP原画

### その他
- 掟上今日子の備忘録×〈物語〉シリーズ コラボCM（2015年） アニメーション